# IC 3596
IC 3596 је ознака објекта на координатама са ректансцензијом 12h 37m 18,9s и деклинацијом + 26° 31" 15'. Открио га је Макс Волф, 23. марта 1903. Каснијим посматрањима на том положају није уочен никакав астрономски објекат.